# Miagrammopes zenzesi
Miagrammopes zenzesi är en spindelart som först beskrevs av Cândido Firmino de Mello-Leitão 1945. 
Miagrammopes zenzesi ingår i släktet Miagrammopes och familjen krusnätsspindlar. Inga underarter finns listade i Catalogue of Life.